# 崔光賢
崔 光賢（チェ・グァンヒョン、 1986年4月16日 - ）は、大韓民国の江原道出身の柔道選手。階級は60kg級。身長165cm。

## 人物
2008年の嘉納杯60kg級では決勝で秋元希星に有効で敗れるも2位になると、2009年のグランドスラム・パリでは3位となった。2011年にはアジア選手権の個人選と団体戦でともに優勝すると、ミリタリーワールドゲームズでも優勝するが、世界選手権では準決勝で平岡拓晃に小内刈で敗れると、3位決定戦でもアゼルバイジャンのイルガル・ムシキエフに横掛で敗れて5位にとどまった。2012年のアジア選手権でも個人選と団体戦でともに優勝するなどして、同じく世界選手権5位であるライバルの金源鎮に競い勝ち、ロンドンオリンピック代表に選ばれた。オリンピックでは準々決勝でロシアのアルセン・ガルスチャンに判定負けすると、敗者復活戦でもブラジルのフェリペ・キタダイに有効で敗れて7位に終わった。2014年に地元の仁川で開催されたアジア大会団体戦ではチームの優勝に貢献した。

## 主な戦績
- 2008年 - 嘉納杯 2位
- 2009年 - グランドスラム・パリ　3位
- 2009年 - グランプリ・ブダペスト　優勝
- 2009年 - アジア選手権　3位
- 2010年 - ワールドマスターズ　3位
- 2010年 - グランプリ・デュッセルドルフ　3位
- 2010年 - ワールドカップ・プラハ　2位
- 2010年 - グランドスラム・リオデジャネイロ　5位
- 2010年 - ワールドカップ・スウォン　優勝
- 2010年 - グランドスラム・東京　5位
- 2011年 - アジア選手権　個人戦　優勝　団体戦　優勝
- 2011年 - ミリタリーワールドゲームズ　優勝
- 2011年 - 世界選手権　5位
- 2011年 - グランドスラム・東京　5位
- 2012年 - ワールドマスターズ　5位
- 2012年 - グランプリ・デュッセルドルフ　5位
- 2012年 - アジア選手権　個人戦　優勝　団体戦　優勝
- 2012年 - ロンドンオリンピック　7位
- 2013年 - グランプリ・リエカ　3位(66kg級)
- 2014年 - アジア大会　団体戦　優勝

(出典、JudoInside.com)。